# Wapen van Zaanstad

Wapen van de gemeente Zaanstad zoals de gemeente het voert

Wapen van de gemeente Zaanstad, zoals de Vereniging Nederlandse Gemeenten het weergeeft

Het wapen van Zaanstad is als zodanig erkend sinds 27 februari 1974. Het is het voormalige wapen van de banne Westsane en Crommenie, die nu de gemeente Zaanstad vormen. Deze twee lagen op de grondgebieden van de gemeentes die in 1974 met elkaar zijn gefuseerd. Alleen Assendelft voerde een wapen dat niet overeenkwam met de andere gemeentes. De overige gemeentes en plaatsen (Koog aan de Zaan, Krommenie, Westzaan, Wormerveer, Zaandam en Zaandijk) voerden alle een wapen met daarin vier leeuwen.

## Geschiedenis
In de 17e en 18e eeuw was de streek rondom de Zaan zeer belangrijk in de walvisvaart. Om die reden voert de gemeente Zaanstad nu een wapen met als schildhouders twee walvissen. Hierbij is niet duidelijk gemaakt om wat voor walvissen het gaat. Daardoor is de blazoenering onduidelijk over de kleur die de walvissen dienen te hebben; de blazoenering heeft het namelijk alleen over “twee walvissen van natuurlijke kleur”. De gemeente Zaanstad heeft drie versies van het wapen gebruikt. Van 1974 tot 2009 gebruikte ze een gestileerde versie van het officiële wapen. De arabesk was blauw van kleur, evenals de walvissen. Het schild was meer ovaal. Omdat dit wapen niet overeenkwam met de officiële beschrijving, kwam er steeds meer weerstand tegen. Sinds 2009 voert de gemeente dan ook een wapen volgens de beschrijving zoals die bij de Hoge Raad van Adel bekend is.
In het boek Gemeentewapens in Nederland is het wapen weergegeven met zwarte walvissen, wat formeel correct is, maar afwijkend van de tekening op het wapendiploma en in het register van de Hoge Raad van Adel.

## Blazoenering
De beschrijving van het wapen van Zaanstad volgens de Hoge Raad van Adel luidt:
Gevierendeeld: I in keel een omgewende leeuw van zilver, II in zilver een leeuw van keel, III in zilver een omgewende leeuw van keel, IV in keel een leeuw van zilver. Schildhouders: twee walvissen van natuurlijke kleur, de staarten omhoog. Het geheel geplaatst op een arabesk van sinopel.
Dit houdt in dat het schild van het wapen bestaat uit vier delen. In het eerste deel (voor de kijker links bovenin) staat een leeuw van zilver in een rood vlak, het tweede deel (voor de kijker rechts boven) heeft een rode leeuw in een zilveren vlak. Deel drie is gelijk aan deel twee en deel vier is gelijk aan deel een, met het verschil dat de leeuwen op gelijke hoogte elkaar aankijken. De walvissen zijn de schildhouders, en houden het schild met hun staarten. De arabesk is groen van kleur.

## Vergelijkbare wapens
De volgende (voormalige) gemeentewapens hebben overeenkomsten met het wapen van de gemeente Zaanstad:

Het wapen van het baljuwschap Blois
Het wapen van Beverwijk
Het wapen van Ilpendam
Het wapen van Koog aan de Zaan
Het wapen van Krommenie
Het wapen van Limmen
Het wapen van Uitgeest
Het wapen van Westzaan
Het wapen van Wormerveer
Het wapen van Zaandam
Het wapen van Zaandijk